# Tert-Butyle
Le groupe tert-butyle ou ter-butyle ou t-butyle (tertio-butyle), de sigle tBu et de formule (CH3)3C–, est un radical dérivé de l'isobutane (CH3)3C-H. Il est souvent utilisé en chimie organique pour protéger des fonctions par encombrement stérique ou pour construire une enveloppe autour de molécules peu ou pas stables (effet corset), par exemple le tétraédrane.

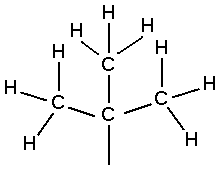
Détail du radical tert-butyle
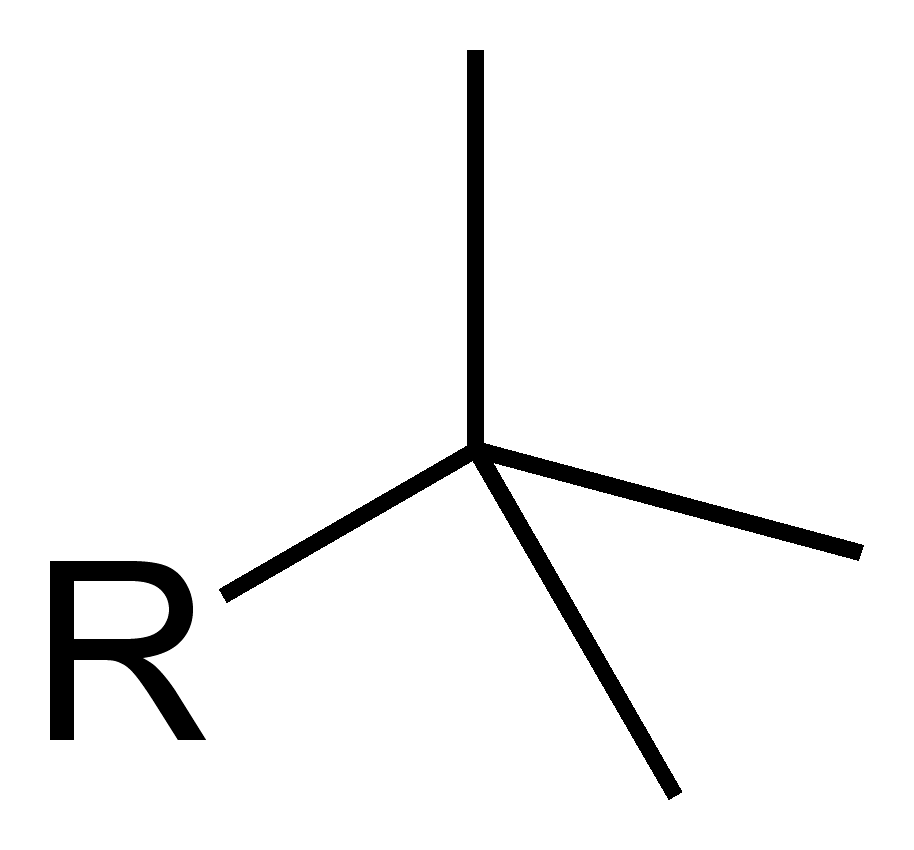
sur un radical R

Selon la nomenclature systématique, on parlerait plutôt de 1,1-diméthyléthyle, mais l'appellation tert-butyle est bien celle recommandée par l'IUPAC.